# Bruslařský klub Hradec Králové
BK Hradec Králové (celým názvem: Bruslařský klub Hradec Králové) byl československý klub ledního hokeje, který sídlil v Hradci Králové. Založen byl v roce 1925 a zanikl v roce 1945.
Své domácí zápasy odehrával v Jiráskových sadech.

## Historie
Hokejový oddíl v Bruslařském klubu Hradec Králové byl ustaven v roce 1925. V roce 1926 klub vstupuje do ČSLH. V roce 1941 dochází k rozkolu a klub je rozdělen na dvě části. Hokejový klub Bruslařský klub hockey Hradec Králové hraje mistrovská utkání až do roku 1945, ve kterém klub prakticky zaniká. Dochází k fúzi s hokejovou Slávií a vzniká BK Hockey Slavia Hradec Králové.

## Týmové úspěchy
- sezóna 1930/31 - finále Severovýchodočeské župy, prohra 0:1 s BK Mladá Boleslav
- sezóna 1932/33 - župní finále, 3. místo

## Historické názvy
- 1934 – BK Hradec Králové (Bruslařský klub Hradec Králové)
- 1941 – BKH Hradec Králové (Bruslařský klub hockey Hradec Králové)
- 1945 – BK Hockey Slavia Hradec Králové (Bruslařský klub Hockey Slavia Hradec Králové)